# いわき市医療センター
いわき市医療センター（いわきしいりょうせんたー）は、福島県いわき市が運営する病院。「いわき市病院事業の設置等に関する条例（昭和44年3月28日いわき市条例第65号）」により設置された市立病院である。地域医療支援病院の承認、福島県災害拠点病院（地域災害医療センター）、救命救急センター、地域周産期母子医療センター等の指定を受ける。2018年（平成30年）12月25日より、前身のいわき市立総合磐城共立病院から名称変更された。

## 沿革
出典
- 1950年11月 - 1市29村の一部事務組合立病院「磐城共立病院」として開院。
- 1966年10月1日 - 市町村合併によりいわき市が発足、これに伴いいわき市立総合磐城共立病院となる。
- 1968年4月 - 磐城共立高等看護学院（現：いわき市医療センター看護専門学校）開校。
- 1980年4月 - 救命救急センターに認定。
- 1981年4月 - 研修指定病院に指定。
- 1986年2月 - 許可病床数1,082床。
- 1999年4月 - 許可病床数1,034床。
- 2002年12月 - 許可病床数1,030床。
- 2003年8月 - 許可病床数893床。
- 2005年4月 - 許可病床数889床。
- 2007年4月 - 地方公営企業法の全部適用を受ける。
- 2009年
  - 9月 - 許可病床数880床。
  - 9月8日 - 地域医療支援病院の承認を受ける。
- 2010年
  - 4月 - いわき市立常磐病院の民間移譲により、同院の医療従事者を集約する。許可病床数828床。
  - 5月 - 専門高度診療センター開設。
- 2014年
  - 9月 - 許可病床数761床。
  - 12月 - 新病院建設工事事業のため駐車場が一部利用不可となる。玄関前駐車場は「おもいやり駐車証」を所持している者などのみが利用でき、それ以外の一般患者や付添人（一般外来受診・面会）は2020年度までいわき市総合保健福祉センター西側の臨時駐車場よりシャトルバスで往来することとなる。
- 2018年
  - 12月 - いわき市医療センターに改称。同月25日に旧病院棟から新病院棟へ移転。
  - 12月 - 患者サポートセンター開設。緩和ケア病棟開設。
- 2020年 - 駐車場が一部利用再開。
- 2021年3月 - 駐車場が全面開放。同年4月から路線バスが乗り入れ開始。

## 診療科
出典
- 内科
- 消化器内科
- 循環器内科
- 血液内科
- 腎臓・膠原病科
- 糖尿病・内分泌科
- 脳神経内科
- 心療内科
- 人間ドック
- 呼吸器内科
- 呼吸器外科
- 小児内科
- 未熟児・新生児科
- 小児外科
- 外科
- 形成外科
- 脳神経外科
- 心臓血管外科
- 整形外科
- 眼科
- 耳鼻咽喉科
- 産婦人科
- 泌尿器科
- 放射線診断科
- 放射線治療科
- 麻酔科
- 歯科口腔外科
- リハビリテーション科
- 精神科
- 緩和ケア内科
- 病理診断科
- 救命救急センター

## 専門高度治療センター
- 地域周産期母子医療センター
- 低侵襲心臓血管治療センター
- 心血管カテーテル治療センター
- 人工関節センター
- 炎症性腸疾患センター
- がん集学的治療センター

## 医療機関の指定等
- 保険医療機関
- 救急告示医療機関
- 労災保険指定医療機関
- 指定自立支援医療機関（育成医療・更生医療・精神通院医療）
- 臨床研修指定病院
- 地域医療支援病院
- エイズ治療拠点病院
- 救急指定病院
- 災害拠点病院
- 地域周産期母子医療センター
- 地域がん診療連携拠点病院
- 救命救急センター
- 自家培養軟骨使用認定施設

## 施設
- コンビニエンスストア - ローソン
- カフェラウンジ - タリーズコーヒー

## 教育機関
- いわき市医療センター看護専門学校
2019年（平成31年）4月、磐城共立高等看護学院から校名変更。
所在地：〒973-8402 福島県いわき市内郷御厩町3丁目91番地の１

## 周辺
- 福島労災病院
- JR常磐線内郷駅
- いわき市立御厩小学校
- 平バイパス（国道49号）
- 福島県道20号

## 交通アクセス
- JR東日本常磐線いわき駅から
  - 新常磐交通「医療センター」または「医療センター入口」停留所徒歩2～3分。
- JR東日本常磐線内郷駅から徒歩約20分。
- 常磐自動車道いわき中央ICより車で約15分。
- タクシー
  - JRいわき駅から15分、JR内郷駅から5分。
- 自家用車
  - 専用駐車場あり（約700台）。